# Леко (град)
Леко (итал. Lecco) град је у северној Италији. Град је средиште истоименог округа Леко у оквиру италијанске покрајине Ломбардија.

## Природне одлике
Град Леко налази се у предалпском подручју, на свега 50 км северно од Милана. Град се налази на јуогисточном темену истоименог језера Комо, на месту где се басен језера ближе везује за Падску низију, која се пружа јужно. Око града се стрмо издижу најјужнији гребени Алпа.

## Географија
| Клима (Леко)               | Клима (Леко) | Клима (Леко) | Клима (Леко) | Клима (Леко) | Клима (Леко) | Клима (Леко) | Клима (Леко) | Клима (Леко) | Клима (Леко) | Клима (Леко) | Клима (Леко) | Клима (Леко) | Клима (Леко)  |
| Показатељ \ Месец          | .Јан.        | .Феб.        | .Мар.        | .Апр.        | .Мај.        | .Јун.        | .Јул.        | .Авг.        | .Сеп.        | .Окт.        | .Нов.        | .Дец.        | .Год.         |
| -------------------------- | ------------ | ------------ | ------------ | ------------ | ------------ | ------------ | ------------ | ------------ | ------------ | ------------ | ------------ | ------------ | ------------- |
| Средњи максимум, °C (°F)   | 6 (43)       | 8 (46)       | 12 (54)      | 16 (61)      | 21 (70)      | 25 (77)      | 28 (82)      | 27 (81)      | 23 (73)      | 18 (64)      | 11 (52)      | 6 (43)       | 28 (82)       |
| Средњи минимум, °C (°F)    | −2 (28)      | 0 (32)       | 3 (37)       | 7 (45)       | 11 (52)      | 14 (57)      | 17 (63)      | 17 (63)      | 14 (57)      | 9 (48)       | 4 (39)       | −1 (30)      | −2 (28)       |
| Количина падавина, mm (in) | 71 (28)      | 64 (25,2)    | 83 (32,7)    | 89 (35)      | 127 (50)     | 113 (44,5)   | 110 (43,3)   | 129 (50,8)   | 94 (37)      | 109 (42,9)   | 111 (43,7)   | 56 (22)      | 1,156 (455,1) |
| [ тражи се извор ]         |              |              |              |              |              |              |              |              |              |              |              |              |               |

## Становништво
Према резултатима пописа становништва 2011. у општини је живело 46.705 становника.
| 1931.  | 1936.  | 1951.  | 1961.  | 1971.  | 1981.  | 1991.  | 2001.  | 2011.  |
| ------ | ------ | ------ | ------ | ------ | ------ | ------ | ------ | ------ |
| 33.557 | 36.973 | 42.454 | 48.230 | 53.230 | 51.377 | 45.872 | 45.501 | 46.705 |

Леко данас има близу 50.000 становника, махом Италијана. Током протеклих деценија у град се доселило много досељеника из иностранства, највише са Балкана.

## Галерија
- Главни градски трг
- Градска Катедрала св. Николе
- Поглед на град са језера
- Градски кеј

## Градови побратими
- Игуалада
- Макон
- Митишчи
- Overijse
- Сомбатхељ